# Petr Hromádka
Petr Hromádka, též Hromada († 6. února 1421) byl český husitský kněz a hejtman.

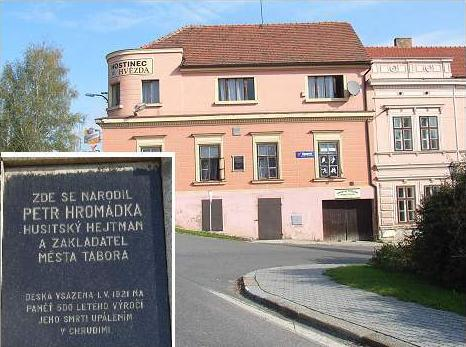
Dům čp.82 na náměstí v Jistebnici, zde se narodil Petr Hromádka, vsazena (1921) pamětní deska

Ví se o něm, že pocházel z jihočeské Jistebnice, ale není známo datum jeho narození. Podle místní tradice se jeho rodný dům nachází na jistebnickém náměstí (čp. 82) a připomíná to – viz výřez na fotografii – pamětní deska s textem: 
Zde se narodil Petr Hromádka husitský hejtman a zakladatel Tábora. Deska vsazena 1. v. 1921 na paměť 500 letého výročí jeho smrti upálením v Chrudimi.

## Kněz
Po studiích se stal, jako akolyta (příslušník církve s nižším svěcením), zvoníkem v některém větším kostele a později, po svém vysvěcení, se stal sakristánem v kostele na Pražském hradě (1408–1413). Potom byl kaplanem nebo zvoníkem v Dolních Střimelicích (nyní Hradové Střimelice). V době nepokojů v zemi, po roce 1415, kdy byl v Kostnici upálen Mistr Jan Hus, byl odtud v roce 1418 církevním úřadem vyhoštěn. Stal se jedním z organizátorů „poutí na hory“ – které se konaly od Velikonoc 1419 až do jara 1420. Důvodem byly zásahy panovníka a vrchností omezujících husitské bohoslužby a také představa brzkého zániku pozemského světa a přesvědčení o spasení věrných křesťanů právě „na horách". Velké shromáždění se např. konalo 22. července 1419 na vrchu Tábor – Burkovák u Nemějic nedaleko Bechyně (až 42 tisíc stoupenců Husova učení).

## Zakladatel Tábora
S jeho osudem je výrazně spojeno Ústí nad Lužnicí, Sezimovo Ústí,(původně poddanské město pánů z Ústí) ze zchudlé větve rodu Vítkovců, po roce 1410 jedno z center radikálně reformní aktivity. Po vypovězení zdejších husitů v roce 1419 se postavil Hromádka do čela „vyhnanců“ a 21. února 1420 v noci osadu dobyl. Nezdála se mu bezpečná a navrhl tedy obsadit nedaleké dlouho opuštěné opevněné sídlo na skále nad Lužnicí a Ústí pak vypálili. Petr Hromádka poslal do Plzně Janu Žižkovi zprávu, že našel vhodné místo a že se zde usadili. Radikální část husitů neměla na přelomu let 1419–1420 v Plzni lehkou pozici a v čele s Žižkou a Chvalem z Machovic se rozhodli odejít na Tábor. Cestou svedli pověstnou bitvu u Sudoměře. V březnu 1420 byl tedy položen základ novému městu, v jehož čele pak stanuli čtyři hejtmani – Mikuláš z Husi, Zbyněk z Buchova, Chval Řepický z Machovic a také Jan Žižka. Na Tábor – jak pojmenovali husité nové sídlo – přicházelo mnoho mužů, často s ženami i dětmi, a byli odhodláni k boji za „zákon boží“ a za jiný, lepší život.

## Husitský hejtman
Za husitských bouří stanul v čele Žižkových bojovníků, v lednu 1421 pak s nimi dobyl město Chotěboř a stal se městským hejtmanem. Proti němu vytáhlo panské vojsko a když viděl jeho sílu a znal nepřízeň měšťanů, rozhodl se vyjednávat a 2. února se vzdal. Přes slib volného odchodu všech byla celá tisícovka táboritů po opuštění opevnění napadena, 300 z nich 3. února upáleno v chotěbořských stodolách, zbytek zahynul mezi Čáslaví a Kutnou Horou upálením nebo svržením zaživa do kutnohorských šachet. On sám byl Zikmundovým hejtmanem Janem Městeckým z Opočna odveden z Chotěboře do 37 km vzdálené Chrudimi a tam 6. února 1421 na místním rynku upálen. Husité se pak pomstili vypálením benediktinského kláštera v blízkém Vilémově.

## Připomínka

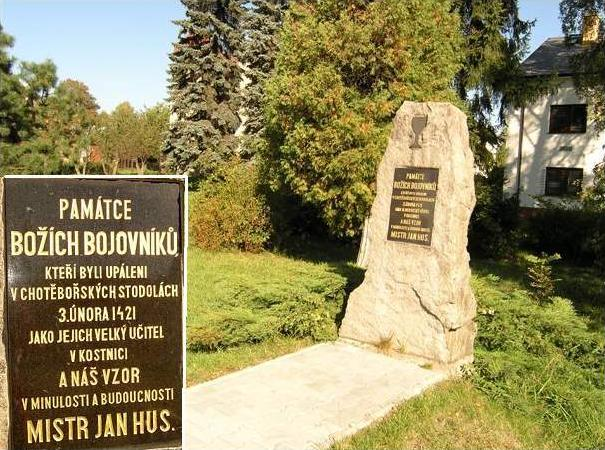
Pomníček s deskou v Chotěboři, v místě upálení husitů v roce 1421

Událost v Chotěboři připomíná pomníček, postavený v roce 1929 v zahradě před č.p. 607, tehdy městskou elektrárnou, kde údajně stály stodoly, a také pojmenování jedné chotěbořské ulice na „Hromádky z Jistebnice“.